# Copa de Macao
La Copa de Macao o Taça de Macau (oficialmente Taça da Associação de Futebol de Macau) es la máxima competición futbolística por eliminatorias de Macao, se disputa con regularidad desde 2005 y es organizada por la Asociación de Fútbol de Macao.
Participan los diez clubes de la Liga de Elite y los seis mejor ubicados de la Copa Presidente de la AFM.

## Historial
| Temporada | Campeón           | Resultado        | Finalista         |
| --------- | ----------------- | ---------------- | ----------------- |
| 1951      | Sporting de Macau | -                |                   |
| 2005      | Vá Luen           | 1 - 0            | Polícia de Macau  |
| 2007      | Polícia de Macau  | 0 - 0 (1-0 pen.) | Monte Carlo       |
| 2008      | Hoi Fan           | 2 - 1            | Monte Carlo       |
| 2009      | Windsor Arch Ka I | 2 - 0            | Hoi Fan           |
| 2010      | Windsor Arch Ka I | 4 - 4 (x pen.)   | Lam Pak           |
| 2011      | No se celebró     | No se celebró    | No se celebró     |
| 2012      | Lam Pak           | 2 - 1            | Monte Carlo       |
| 2013      | Benfica de Macau  | 1 - 0            | Windsor Arch Ka I |
| 2014      | Benfica de Macau  | 2 - 0            | Monte Carlo       |
| 2015      | Windsor Arch Ka I | 3 - 2            | Benfica de Macau  |
| 2016      | Windsor Arch Ka I | 0 - 0 (4-3 pen.) | Chao Pak Kei      |
| 2017      | Benfica de Macau  | 8 - 1            | Monte Carlo       |
| 2018      | Chao Pak Kei      | 5 - 1            | Cheng Fung        |
| 2019      | Cheng Fung        | 1 - 1 (3-1 pen.) | Chao Pak Kei      |

## Títulos por club
| Club                         | Campeón | Años campeón           | Subcampeón | Años subcampeón              |
| ---------------------------- | ------- | ---------------------- | ---------- | ---------------------------- |
| Windsor Arch Ka I            | 4       | 2009, 2010, 2015, 2016 | 1          | 2013                         |
| Benfica de Macau             | 3       | 2013, 2014, 2017       | 1          | 2015                         |
| Chao Pak Kei                 | 1       | 2018                   | 2          | 2016, 2019                   |
| Polícia de Segurança Pública | 1       | 2007                   | 1          | 2005                         |
| Hoi Fan                      | 1       | 2008                   | 1          | 2009                         |
| GD Lam Pak                   | 1       | 2012                   | 1          | 2010                         |
| Cheng Fung                   | 1       | 2019                   | 1          | 2018                         |
| Sporting de Macau            | 1       | 1951                   | -          | -----                        |
| Vá Luen                      | 1       | 2005                   | -          | -----                        |
| CD Monte Carlo               | -       | -----                  | 5          | 2007, 2008, 2012, 2014, 2017 |